# Roger Ier de Tosny
Pour les articles homonymes, voir Roger Ier.
Roger Ier de Tosny ou Roger d'Espagne, mort en 1040, est le second membre de la famille de Tosny, un important lignage aristocratique du duché de Normandie. Il participe à la Reconquista espagnole, d'où son autre nom Roger d'Espagne.

## Biographie
En 1013, Roger garde avec son père Raoul Ier le château de Tillières pour le compte du duc Richard II de Normandie. Quelques années plus tard, pour une raison inconnue, ils doivent s'exiler. Alors que le père s'illustre en Pouille, Roger se fait un nom en combattant les Musulmans en Espagne. Les petits États chrétiens du Nord accueillent volontiers les aventuriers qui peuvent leur prêter main-forte pour la Reconquista. Le Normand est appelé par Ermesende, comtesse régente de Barcelone après la mort de son mari Raymond Borrell de Barcelone (972-1017), car le roi musulman Musetus menace son pouvoir. Roger accourt, épouse la fille de la comtesse, — (Le mariage barcelonais est incertain. Godehilde, l'épouse connue de Roger n'était pas espagnole mais est-ce sa première femme ?) — terrorise les Sarrasins et leur prend beaucoup de villes et de châteaux. 
Adhémar de Chabanais se fait l'écho des exploits plus ou moins légendaires de Roger. Il y a gagne le surnom de Mangeur de Maures. Adhémar de Chabanais raconte que, chaque jour, Roger capturait des Sarrasins. Devant eux, il en coupait un en deux. La première moitié était bouillie et donnée à manger aux autres musulmans. En ce qui concerne l'autre moitié, le Normand prétendait la ramener à la maison pour ses compagnons et lui. Roger permettait ensuite à quelques captifs de s'enfuir de manière qu'ils colportent ses horreurs. 
Avant 1024, Roger, ainsi que son père, obtiennent du duc Richard II l'autorisation de revenir en Normandie. Le père meurt peu après. 
Roger de Tosny est le véritable fondateur de Conches-en-Ouche. Il y construit l'église Sainte-Foy (avant 1026) puis l'abbaye Saint-Pierre de Castillon (vers 1035) où des moines de Fécamp s'installent. Ce monastère est l'un des premiers de fondation baroniale en Normandie. La charte de fondation révèle que le seigneur de Tosny a un noyau de possession autour de Conches et de sa forêt.
En 1035, la mort du duc Robert le Magnifique inaugure une période de troubles dans le duché. Les guerres privées se multiplient et Roger, dont les relations avec ses voisins paraissent avoir été déjà conflictuelles, en est un des principaux acteurs. Selon les chroniqueurs normands, le seigneur de Tosny refuse de servir le nouveau duc, le futur Guillaume le Conquérant, en raison de sa bâtardise. Il profite surtout de la faiblesse du pouvoir ducal pour ravager les terres de ses voisins, notamment celles d'Onfroy de Vieilles. Ce dernier envoie alors son fils Roger combattre le remuant voisin. Vers 1040, ce dernier trouve la mort dans une bataille, alors que ses deux fils aînés meurent quelques semaines après des suites de leurs blessures. 
La paix est rétablie entre la famille de Tosny et ses voisins. La veuve Godehilde doit épouser Richard comte d'Évreux.

## Famille et descendance
Père : Raoul Ier de Tosny.
Épouse :
- La fille anonyme de la comtesse de Barcelone Ermessende de Carcassonne (?) ;
- Godehilde qui épouse, après la mort de Roger, le comte d'Évreux, Richard.

Enfants :
- Helbert (mort en 1040 avec son père) ;
- Elinand (idem) ;
- Raoul II de Tosny, successeur de son père ;
- Robert de Tosny, seigneur de Stafford ;
- Béranger l'Espagnol ;
- Adelize, épouse de Guillaume Fitz Osbern ;
- Berthe, épouse de Guy de Laval ;
- Un autre fils.

Son cousin, Ansgot, ouvrira près des Alpes un hospice pour l'accueil des pauvres et des pèlerins.